# Федеральное собрание
Федера́льное собра́ние Росси́йской Федера́ции — парламент Российской Федерации, является представительным и законодательным органом Российской Федерации.
Статус Федерального собрания определён в главе 5 Конституции России. Функции и полномочия Федерального собрания распределены между двумя палатами — Государственной думой и Советом Федерации. Федеральное собрание является постоянно действующим органом. Палаты заседают раздельно, но могут собираться совместно для заслушивания посланий президента Российской Федерации.

## Структура
Федеральное собрание состоит из двух палат: Государственной думы и Совета Федерации.
Состав палат, как и принципы их комплектования, различен. Государственная дума состоит из 450 депутатов, выбираемых на прямых выборах по смешанной избирательной системе. В Совет Федерации входят по два представителя от каждого субъекта России: по одному от законодательного (представительного) и исполнительного органов государственной власти. В Российской Федерации 89 субъектов (в том числе 6 новых — ДНР, ЛНР, Республика Крым, г. Севастополь, Херсонская и Запорожская области), 178 членов Совета Федерации. Также в Совет Федерации имеют право войти представители Российской Федерации, назначаемые Президентом России, не более 30 человек, из них не более семи могут быть назначены пожизненно. Также право на пожизненное место в Совете Федерации получают бывшие президенты России. Такие права в составе Совета Федерации пока ещё не реализованы.
Государственная дума избирается на конституционно установленный срок — пять лет, а Совет Федерации установленного срока своей легислатуры не имеет, но при этом члены Совета Федерации — представители от субъектов Российской Федерации — наделяются полномочиями на срок полномочий соответствующего органа государственной власти субъекта Российской Федерации. Как порядок формирования Совета Федерации, так и порядок выборов депутатов Государственной думы устанавливается федеральными законами. Одно и то же лицо не может одновременно являться членом Совета Федерации и депутатом Государственной думы.
Федеральное собрание является единым парламентским организмом, но это не означает, что его палаты действуют во всех случаях совместно. Напротив, Конституция Российской Федерации устанавливает, что Совет Федерации и Государственная дума заседают раздельно. Палаты могут собираться совместно только в одном установленном Конституцией Российской Федерации случае — для заслушивания посланий президента Российской Федерации. Также Конституция предусматривает совместное собрание сенаторов и депутатов Государственной думы для приведения к присяге президента РФ.

### Аппарат Федерального собрания
Аппарат Федерального собрания (1993—1994) — временный рабочий орган, обеспечивавший деятельность Федерального собрания, осуществлявший подготовку проектов документов для обеспечения работы Совета Федерации и Государственной Думы Федерального Собрания, обеспечивавший инвентаризацию и систематизацию ранее принятых правовых актов, законопроектов и иных документов.
Руководитель Аппарата Федерального собрания
- Подопригора, Владимир Николаевич

## Денежное содержание парламентариев
В законе о статусе депутатов Государственной думы и членов Совета Федерации сообщается, что денежное содержание депутатов и сенаторов приравнивается к денежному содержанию министров, и по данным РБК за 2018 год депутат в среднем получал 338,5 тыс. руб. в месяц.

## Парламентский центр
С середины 2000-х годов в России обсуждается идея объединить в одном здании Парламентского центра Государственную думу и Совет Федерации. В 2012 году идею поддержал президент Дмитрий Медведев. Причинами для строительства нового здания назывались теснота рабочих кабинетов парламентариев, удалённое расположение необходимых для их работы служб по десяти адресам в Москве и желание руководства страны перенести органы власти из центра города для уменьшения дорожных заторов.
Для размещения рассматривались разные районы Москвы: Кутузовский проспект, Фрунзенская набережная, «Москва-Сити», Тушинский аэродром, Красная Пресня (на месте стадиона), Москворецкая набережная (на месте Военной академии Ракетных войск или гостиницы «Россия»), площадка у посёлка Коммунарка, парк «Музеон» и Софийская набережная. В сентябре 2014 года была выбрана территория в Мнёвниковской пойме, что опротестовали экологи.
Выбрать проект будущего здания предлагалось членам обеих палат парламента, Федеральной службе охраны, Управления делами президента России на основе архитектурного конкурса. Но поданные работы вызвали у парламентариев эстетические разногласия, разрешить которые не помог и повторно проведённый конкурс.
Сложности вызвал и вопрос финансирования. Изначально предполагалось строить Парламентский центр на средства частного инвестора, который затем получит в собственность здания Государственной думы и Совета Федерации с возможностью возведения на их месте гостиниц или других объектов. Однако по замечанию архитектурного критика Григория Ревзина, Государственная дума расположена в здании Совета труда и обороны 1935 года постройки, авторства Аркадия Лангмана, памятника архитектуры, который охраняется государством и не может быть снесён.
Начать работу Парламентский центр планировали в 2020 году. По другим данным, строительство отложено на неопределённый срок из-за сложной экономической ситуации в стране.

## Издания Федерального собрания
Для освещения деятельности Федерального собрания издаются:
- «Парламентская газета»
- Журнал «Российская Федерация сегодня»

## В филателии
- Лист «10 лет Федеральному Собранию Российской Федерации». 2003 год.
- Сцепка - 30 лет Федеральному Собранию Российской Федерации. 2023 год